# محمد عبد المنعم (لاعب كرة قدم)
محمد عبد المنعم السيد محمد أحمد (مواليد 1 فبراير 1999) هو لاعب كرة قدم مصري يعرف بلقب "كامبوس" يلعب لصالح نادي نيس الفرنسي وظهر مع منتخب مصر في مركز قلب الدفاع. ظهر عبد المنعم في بطوله امم افريقيا عام ٢٠٢١ وخاصة في المباراه النهائيه  المباراة النهائية من بطولة كأس الأمم الأفريقية 2021 ضد السنغال. و مباراة نهائي دوري أبطال أفريقيا في ملعب محمد الخامس حيث سجل هدف الفوز للهلي من راسيه

## روابط خارجية
- محمد عبد المنعم على موقع الاتحاد الأوربي (الإنجليزية)
- محمد عبد المنعم على موقع إي إس بي إن إف سي (الإنجليزية)
- محمد عبد المنعم على موقع قاعدة بيانات كرة القدم.إي يو (الإنجليزية)
- محمد عبد المنعم على موقع ناشيونال فوتبول تيمز (الإنجليزية)
- محمد عبد المنعم على موقع Soccerbase.com (لاعب) (الإنجليزية)
- محمد عبد المنعم على موقع Soccerway.com (الإنجليزية)
- محمد عبد المنعم على موقع عالم كرة القدم.نت (الإنجليزية)